# مجلة القانون الوطنية
المجلة القانونية الوطنية The National Law Journal ( NLJ ) هي دورية قانونية أمريكية تأسست عام 1978. أنشأها جيري فينكلشتاين، الذي تصورها على أنها "صحيفة شقيقة" لمجلة نيويورك للقانون. كانت في الأصل صحيفة أسبوعية بحجم صحيفة شعبية، وهي الآن مجلة شهرية تُنشر بشكل يومي عبر الإنترنت. تملك شركة ALM (المعروفة سابقًا باسم American Lawyer Media) هذه الصحيفة. في سبتمبر 2017، رُقّيت ليزا هيليم إلى منصب رئيسة التحرير.

## المحتوى والمنشورات
تُقدم المجلة معلومات قانونية ذات أهمية وطنية للمحامين، بما في ذلك قرارات المحاكم الفيدرالية، والأحكام القضائية، ومقالات المحامين، وتغطية القضايا التشريعية، والأخبار القانونية للقطاعين التجاري والقطاع الخاص. وتُصدر المجلة قائمتها "لأكثر 100 محام تأثير في أمريكا" كل بضع سنوات.
تُجري مجلة القانون الوطنية استطلاعات رأي حول قضايا ذات صلة بالمهنة القانونية. عام 1998، نشرت المجلة استطلاعًا وجد أن 82٪ من الشركاء في شركات المحاماة الكبرى يعتقدون أن ممارساتهم "تغيرت إلى الأسوأ" نتيجةً لما وصفته صحيفة واشنطن بوست بـ"الانتقال التدريجي للمحاماة من مهنة إلى أخرى".

## روابط خارجية
- الموقع الرسمي